# Sociedad Argentina de Autores y Compositores
SADAIC (sigla de Sociedad Argentina de Autores y Compositores) es una organización de Argentina que nuclea a todos los autores y compositores argentinos de música, cualquiera sea su género, en defensa de los derechos de autor, amparándose para ello en el art. 17 de la constitución nacional para la protección a la propiedad intelectual garantizada por la Ley 11.723 a los creadores de obras musicales.
Su nacimiento se produjo como producto de la fusión de dos sociedades de autores, el Círculo Argentino de Autores y Compositores de Música y la Asociación de Autores y Compositores de Música, creándose el 9 de junio de 1936 la Sociedad Argentina de Autores y Compositores de Música (actual SADAIC).
Por recaudación se encuentra entre las 15 sociedades del mundo y la primera de América Latina
Esta sociedad es el equivalente argentino de la española SGAE, aunque no posee el mismo nivel de competencias legales de la sociedad ibérica y además se halla limitada a la protección de los creadores de obras musicales.
La custodia de los mismos derechos de autor sobre las obras teatrales y dramáticas en general (sean destinadas a teatros, cinematografía, radio o televisión) es competencia específica de Argentores, mientras los autores literarios están principalmente nucleados en la SADE.